# Elsa Pelgander
Elsa Pelgander (23 augustus 2006) is een voetbalspeelster uit Zweden. Ze staat als aanvaller onder contract bij Juventus FC. In het seizoen 2025 wordt ze verhuurd aan het Zweedse Djurgårdens IF in de Damallsvenskan.

## Clubcarrière
Pelgander werd in 2023 op vijftienjarige leeftijd overgeheveld naar het eerste elftal van KIF Örebro DFF. Twee jaar daarvoor had ze reeds haar eerste profcontract getekend. Op 3 april 2023 maakte ze haar debuut in een thuiswedstrijd tegen Djurgårdens IF. Met haar club wist ze zich te handhaven in de Damallsvenskan door vier punten boven de degradatiezone te eindigen.
In 2024 maakte Pelgander een buitenlandse overstap naar het Italiaanse Juventus FC. In een thuiswedstrijd tegen FC Como op 11 februari 2024 maakte Pelgander haar debuut voor de club uit Turijn. Om meer speelminuten te kunnen maken wordt Pelgander voor het seizoen 2025 verhuurd aan Djurgårdens IF.

## Statistieken
| Seizoen | Club           | Land   | Competitie     | Wedstrijden | Doelpunten |
| ------- | -------------- | ------ | -------------- | ----------- | ---------- |
| 2022    | KIF Örebro DFF | Zweden | Damallsvenskan | 10          | 0          |
| 2023    | KIF Örebro DFF | Zweden | Damallsvenskan | 17          | 0          |
| 2023/24 | Juventus FC    | Italië | Serie A        | 3           | 0          |
| 2024/25 | Juventus FC    | Italië | Serie A        | 3           | 0          |
| 2025    | Djurgårdens IF | Zweden | Damallsvenskan | 0           | 0          |
| Totaal  | Totaal         | Totaal | Totaal         | 33          | 0          |

Laatste update: 18 januari 2025

## Interlandcarrière
Pelgander nam met Zweden -17 deel aan het EK 2023. Sinds 2024 komt Pelgander uit voor Zweden-
 -19.

## Privé
Elsa is de dochter van voormalig voetballer Jonas Pelgander. Haar zus Emilia Pelgander is eveneens professioneel voetbalster en komt uit voor het Engelse Leicester City WFC.